# Aérodrome de Millau-Larzac
L’aérodrome de Millau-Larzac (code OACI : LFCM) est un aérodrome ouvert à la circulation aérienne publique (CAP), situé sur les communes de L'Hospitalet-du-Larzac et de La Cavalerie, à 18 km au sud-est de Millau dans l’Aveyron (région Occitanie, France).
Il est utilisé pour la pratique d’activités de loisirs et de tourisme (aviation légère, parachutisme et voltige).

## Histoire
" À l'origine, le premier aéro-club de l'Aveyron se nommait Aéro-club des Causses, il était rattaché à la section d'aviation de tourisme Millau Saint-Affrique et Roquefort.
C'était en juin 1930, que Jean Galtier, un Saint-Affricain et Rey de Roquefort, tous deux ingénieurs de l'École d'aéronautique, décidèrent de la fondation de cet aéro-club. Quinze membres fondateurs élurent monsieur Prévot, gantier et ancien pilote comme président. monsieur Maurice Liron fut le premier secrétaire. 
Le premier avion fut acheté par monsieur Arlabosse, un Saint-Affricain, qui finança l'achat. Il choisit un Potez 36, avion biplace côte à côte. Le prix en était de 60 000 francs, subventionné à 50 % par l'État. C'est donc 30 000 francs que neufs membres fondateurs remboursèrent à M. Arlabosse. Monsieur Aldias, un jeune pilote issu de l'armée, fut le premier chef pilote du Club. L'aéro-club des Causses était bien parti. Les élèves pilotes venaient même des départements limitrophes. Un Potez 43 et deux Potez 58 viennent alors renforcer "l'escadrille". Ces avions furent "empruntés" en 1936 par des républicains espagnols… Ils décollèrent sous le nez du mécanicien à qui ils avaient annoncé par téléphone une inspection du bureau Véritas !
Il y eut de nombreux meetings où des héros comme Maryse Bastié et Marcel Doret attirèrent la grande foule sur le plateau du Larzac. C'était avant 1939 ! "
D'après les mémoires de l'un des membres fondateurs, monsieur François Decuq.

## Installations
L’aérodrome dispose d’une piste bitumée orientée sud-nord (14/32), longue de 1 700 m et large de 30.
L’aérodrome n’est pas contrôlé. Les communications s’effectuent en auto-information sur la fréquence de 120,800 MHz.
L’avitaillement en carburant (100LL) est possible grâce à un automate Total disponible 24h/24.

## Activités
- Aéro-club de Millau-Larzac
- Club ULM "Les Ailes du Viaduc"
- Parachutisme
- Voltige aérienne
- Base des aéronefs de la sécurité civile (lutte anti-incendies)

| \| 20 km1:2 341 000 \| Albi · Le Sequestre Montauban Millau · Larzac Cassagnes · Bégonhès Villefranche-de-Rouergue Mende · Brenoux Nogaro Condom · Valence-sur-Baïse Cahors · Lalbenque Figeac · Livernon Lasbordes Muret-Lherm · Saint-Gaudens · Montréjeau Bagnères · de-Luchon Pamiers · Les Pujols Saint-Girons · Antichan Castelnaudary · Villeneuve Lézignan · Corbières Alès · Cévennes Toulouse · Blagnac Francazal · Auch · Gers Castres · Mazamet Rodez · Aveyron Tarbes · Lourdes · Pyrénées Brive · Souillac Carcassonne · Salvaza Montpellier · Méditerranée Béziers · Cap d'Agde Nîmes · Garons Perpignan · Rivesaltes |
| 20 km1:2 341 000 |